# Kamionka Wielka
Kamionka Wielka est une localité polonaise, siège de la gmina de Kamionka Wielka, située dans le powiat de Nowy Sącz en voïvodie de Petite-Pologne.